# Doris Tsao

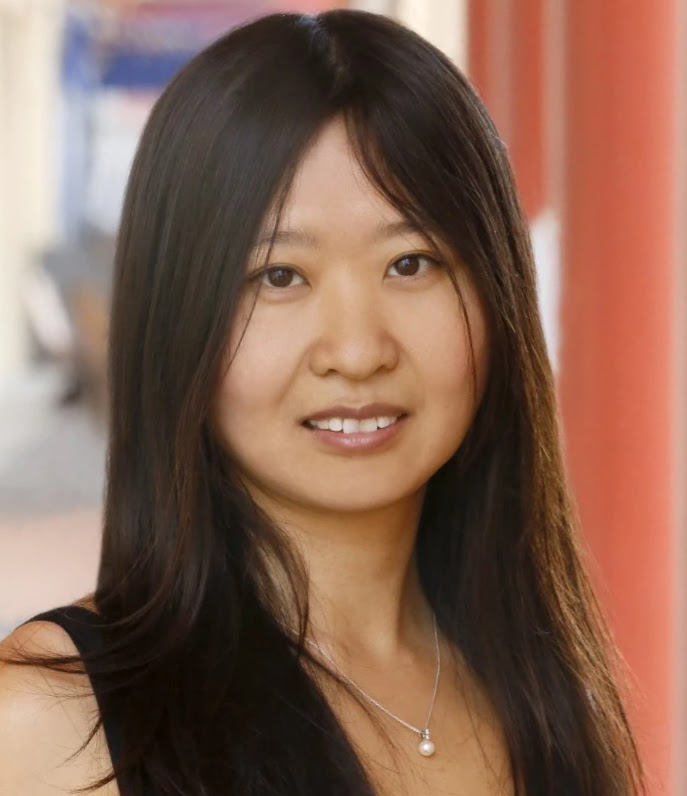
Doris Tsao

Doris Ying Tsao (* 1975 in Changzhou, China) ist eine US-amerikanische Neurowissenschaftlerin.

## Leben
Sie ist seit 2021 Professorin für Neurobiologie an der University of California, Berkeley.
Tsao ist gebürtige Chinesin. 1980 emigrierte sie mit ihren Eltern in die USA, 1985 wurde sie Bürgerin der Vereinigten Staaten. Sie studierte Mathematik und Biologie am Caltech und wurde 2002 an der Harvard Medical School bei Margaret Livingstone promoviert.
Eines ihrer Forschungsgebiete ist die Gesichtserkennung. Zur populärwissenschaftlichen Darstellung des Werks von Tsao und Winrich Freiwald, siehe Rudolf E. Lang: Sehen. Reclam, Stuttgart 2014, S. 85–91.

## Auszeichnungen
- 2004: Sofja Kovalevskaja-Preis
- 2006: Eppendorf & Science International Prize in Neurobiology
- 2014: Golden Brain Award
- 2016: W. Alden Spencer Award
- 2017: Perl-UNC Neuroscience Prize
- 2018: MacArthur Fellowship
- 2020: Mitglied der National Academy of Sciences
- 2020: Karl Spencer Lashley Award
- 2024: Kavli-Preis für Neurowissenschaften (zusammen mit Nancy Kanwisher und Winrich Freiwald)
- 2024: Prémio de Visão António Champalimaud
- 2024: Rosenstiel Award

## Schriften (Auswahl)
- D. Tsao, W. Freiwald, T. Knutsen et al.: Faces and objects in macaque cerebral cortex. In: Nat Neurosci. Band 6, 2003, S. 989–995. doi:10.1038/nn1111.
- D. Y. Tsao, W. A. Freiwald, R. B. Tootell, M. S. Livingstone: A cortical region consisting entirely of face-selective cells. In: Science. Band 311, Nr. 5761, 3. Feb 2006, S. 670–674. doi:10.1126/science.1119983.
- Doris Y. Tsao, Sebastian Moeller, Winrich A. Freiwald: Comparing face patch systems in macaques and humans. In: Proceedings of the National Academy of Sciences. 105, 49, 2008, S. 19514–19519.
- H. P. Op de Beeck, J. J. Dicarlo, J. B. Goense, K. Grill-Spector, A. Papanastassiou, M. Tanifuji, D. Y. Tsao: Fine-scale spatial organization of face and object selectivity in the temporal lobe: do functional magnetic resonance imaging, optical imaging, and electrophysiology agree? In: J Neurosci. Band 28, Nr. 46, 12. Nov 2008, S. 11796–1801. doi:10.1523/JNEUROSCI.3799-08.2008.
- Doris Y. Tsao, Margaret S. Livingstone: Mechanisms of face perception. In: Annu. Rev. Neurosci. Band 31, 2008, S. 411–437.
- Doris Y. Tsao: How the brain reads faces. In: Scientific American. Februar 2019, S. 18–25.
- P. Bao, L. She, M. McGill, D. Y. Tsao: A map of object space in primate inferotemporal cortex. In: Nature. Band 583, Nr. 7814, Jul 2020, S. 103–108. doi:10.1038/s41586-020-2350-5.